# 格赖内特
格赖内特是德国巴伐利亚州的一个市镇。总面积36.13平方公里，总人口2428人，其中男性1185人，女性1243人（2011年12月31日），人口密度67人/平方公里。